# Theropogon pallidus
Theropogon pallidus är en sparrisväxtart som först beskrevs av Nathaniel Wallich och Carl Sigismund Kunth, och fick sitt nu gällande namn av Carl Maximowicz. Theropogon pallidus ingår i släktet Theropogon och familjen sparrisväxter. Inga underarter finns listade i Catalogue of Life.